# Interstaatliche Hochschule für Technik NTB Buchs
Die Interstaatliche Hochschule für Technik Buchs NTB nahm am 9. November 1970 als Neu-Technikum Buchs (NTB) ihren Betrieb auf. Sie ist Teilschule der Fachhochschule Ostschweiz FHO. Die Trägerschaft bilden die Kantone St. Gallen und Graubünden und das Fürstentum Liechtenstein.
Das NTB unterhält neben dem Standort in Buchs seit 2005 auch das NTB-Studienzentrum in St. Gallen. Seit Herbst 2009 wird zudem an der Hochschule für Technik und Wirtschaft Chur (HTW Chur) der Bachelor-Studiengang «Systemtechnik NTB» angeboten.
Per 1. September 2020 wird die NTB Buchs aufgelöst und als einer von drei Standorten in die OST-Ostschweizer Fachhochschule integriert. Am Standort Buchs wird standortübergreifend das Departement Technik geführt.
Die Interstaatliche Hochschule für Technik Buchs belegte im Bildungsranking der Bildungsplattform eduwo 2017 den ersten und 2018 den zweiten Platz in der Kategorie «Fachhochschulen».

## Bachelor-Studiengang «Systemtechnik»

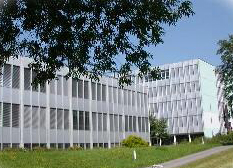
NTB Buchs SG

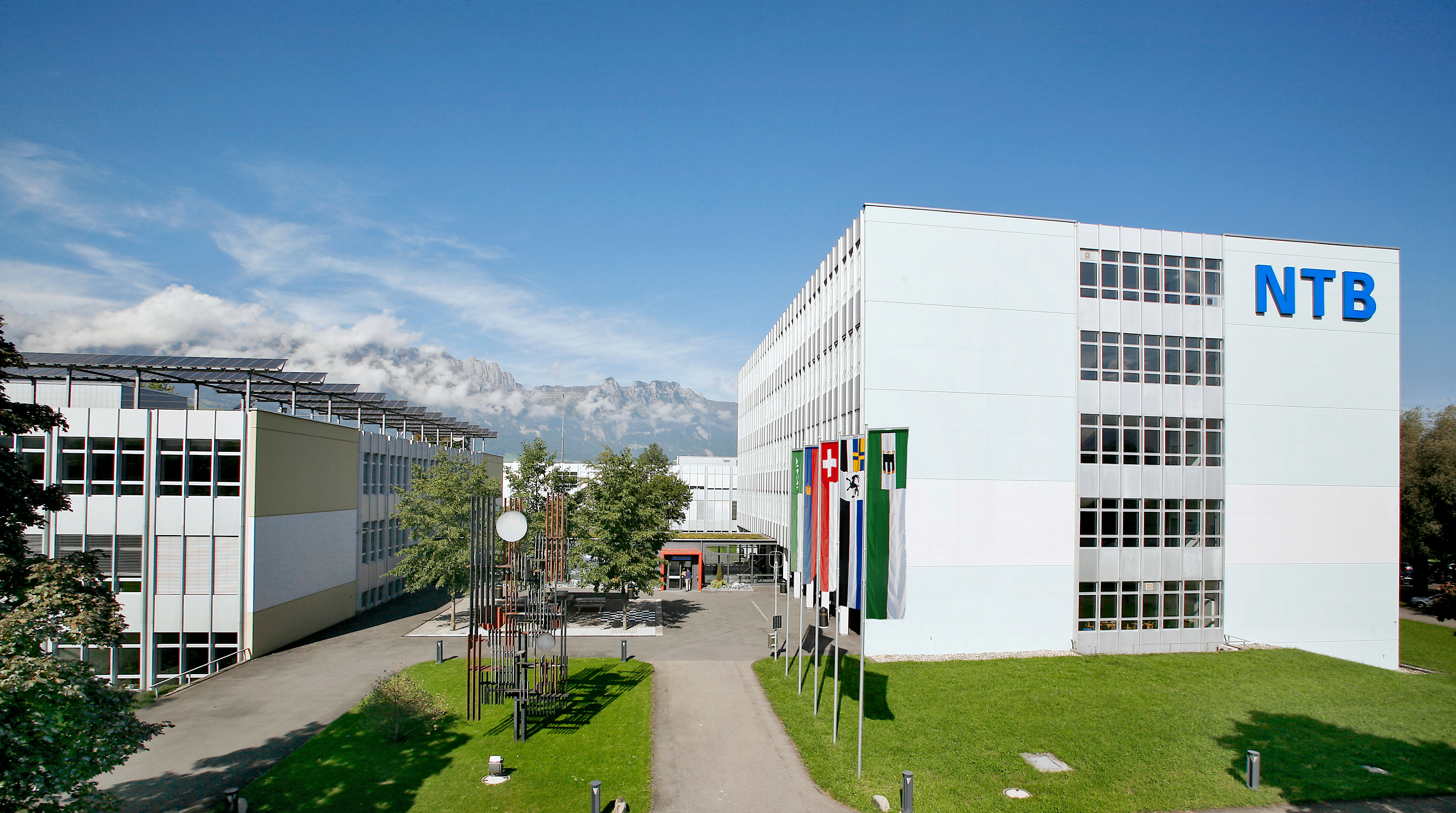
NTB Campus Buchs mit Flaggen

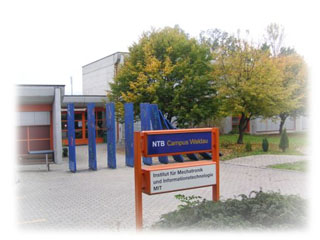
NTB Studienzentrum St.Gallen

An der Hochschule wird als einziger Studiengang «Systemtechnik» angeboten.
Das Studium «Systemtechnik» ist eine ganzheitlich konzipierte Ingenieur-Ausbildung. Für die Entwicklung von modernen Systemen benötigt der verantwortliche Ingenieur eine ausgewogene Mischung von Kompetenzen, bestehend aus fachspezifischem und interdisziplinärem Wissen, ergänzt mit Allgemeinwissen, Sprachkenntnissen, Problemlösungskompetenz und sozialen Fähigkeiten. Der System-Ingenieur konzipiert und realisiert komplexe Gesamtsysteme mit Komponenten und Teilsystemen aus verschiedenen Fachgebieten. Im Gegensatz dazu entwickelt der Fach-Spezialist ebendiese Komponenten und Teilsysteme.
Die Regelstudienzeit für «Systemtechnik» beträgt drei Jahre (bei Vollzeitstudium). Das erste Studienjahr dient der breiten Grundausbildung, welche im zweiten Studienjahr fortgesetzt und durch technische Wahlpflichtfächer ergänzt wird.
Im zweiten Studienjahr wählt der Studierende aus einem der sechs folgenden Profile seine gewünschte Studienrichtung aus, in welcher er seine Kenntnisse vertiefen will:
- Computational Engineering (seit 2020)
- Elektronik und Regelungstechnik
- Ingenieurinformatik
- Maschinenbau
- Mikrotechnik
- Photonik

Seit 2010 können die Studierenden der Systemtechnik optionale Module als Produkt- und Projektingenieur absolvieren. In der Bachelorarbeit zum Ende des Studiums wird eine aktuelle Fragestellung aus der Industrie bearbeitet.
Neben dem Vollzeitstudium wird das Studium auch als Teilzeitstudium angeboten. Hierbei wird die Studiendauer um ein weiteres Jahr auf vier Jahre verlängert. Dabei werden in den ersten beiden Jahren gemeinsam mit den Vollzeitstudenten die Grundlagen vermittelt. Ausserdem werden einzelne interdisziplinäre Module bereits vorab absolviert. Im dritten und vierten Jahr sind dann vorwiegend durch die Profilmodule bzw. der Vertiefungsrichtung geprägt. Aufgrund der rund 23 Kontaktlektionen im Teilzeitstudium pro Woche wird ein maximales Arbeitspensum von 50 % empfohlen.

## Master-Studiengänge
An der NTB werden momentan sechs Master-Studiengänge angeboten:

### Master of Science in Engineering
Der Master of Science in Engineering (MSE) ist ein von den Schweizer Fachhochschulen entwickeltes Bildungsangebot, bei dem die Studenten ihr Masterstudium an der Fachhochschule ihrer Wahl absolvieren. Gleichzeitig profitieren sie von einer optimalen Zusammenarbeit der beteiligten Fachhochschulen, die sich auf ihre jeweiligen personellen und fachlichen Stärken konzentrieren.
Der Master of Science in Engineering (MSE) richtet sich an hoch motivierte Bachelor-Absolventen mit einem sehr guten Abschluss sowie an Persönlichkeiten mit einer gleichwertigen Ausbildung. Der Studiengang ermöglicht ihnen die gezielte Vertiefung der Ausbildung in den Bereichen Technik, Informationstechnologie sowie Bau- und Planungswesen. In der Regel absolvieren sie das Studium im Anschluss an das Bachelor-Studium in Voll- oder Teilzeit.
Die fachliche Vertiefung wird an einer so genannten Master Research Unit (MRU) durchgeführt. Diese ist stark an die anwendungsorientierte Forschung und Entwicklung der Fachhochschulen gekoppelt und verfügt über eine ausgezeichnete Infrastruktur. Eine MRU ist einem oder mehreren Fachgebieten zugeordnet. An der NTB werden folgende zwei MRU angeboten:
- MRU Systemtechnik, Automation und Produktionstechnik
- MRU Mikro- und Nanotechnologie

### «Mikro- und Nanotechnologie»
Der berufsbegleitende Master-Studiengang «Mikro- und Nanotechnologie» (M.Sc.) kombiniert traditionelle Ingenieurkompetenzen mit spezialisiertem Fachwissen in den neuen Technologien. Kooperationspartner war die Fachhochschule Vorarlberg, die Zürcher Hochschule Winterthur und die EMPA. Dieser Master-Studiengang wird an der NTB nicht mehr angeboten. Es besteht jedoch die Möglichkeit, innerhalb des Master of Science in Engineering FHO diese Forschungsrichtung zu absolvieren.

### «Mechatronik»
Im berufsbegleitenden Master-Studiengang «Mechatronik» (M.Eng., MAS) werden die Kenntnisse des Ingenieurs erweitert, so dass die Absolventen zu technischen Generalisten im Ingenieurwesen ausgebildet werden. Der Studiengang baut auf einem Bachelor-Studium auf, beispielsweise in Maschinentechnik. Kooperationspartner ist die HTWG Konstanz.

### «Energiesysteme»
Der Master-Studiengang «Energiesysteme» (M.Eng, MAS) befähigt zur technischen Entwicklung und zur Planung von neuen Energiesystemen und deren Komponenten. Neben den Grundlagen in Energietechnik werden Spezialgebiete wie Wärmepumpen, Kältetechnik, Photovoltaik, Solarthermie und Biomassenutzung vertieft behandelt.

## Weiterbildung, Nachdiplom-Studien
Für die Weiterbildung bereits berufstätiger Ingenieure steht ein modulares, berufsbegleitendes Nachdiplom-Angebot in den Bereichen Automations-Systeme, Energietechnische Systeme, Integrierte Mikrosysteme, Mechatronik, Medizintechnische Systeme, Nano- und Mikrotechnologie, Optische Systeme und Software Engineering bereit.
Auch firmenspezifische Weiterbildungsveranstaltungen werden angeboten.

## Kooperation mit der Wirtschaft
Der Technologietransfer, der Austausch von Wissen und technologischem Know-how zwischen Hochschule und Wirtschaft ist seit 20 Jahren wesentlicher Bestandteil der Ausrichtung der Fachhochschule. Die Kontakte des NTB zu regionalen Unternehmen sind eng; solche Beziehungen entstehen oft auch über NTB-Absolventen.

## NTB – Institutslandschaft
IMP Institut für Mikrotechnik und Photonik  (fusioniert per September 2020 aus den Instituten PWO und MNT)
- Materials
- Produktionsmesstechnik
- Mikrotechnik
- Photonik & Optik

Institut für Energiesysteme IES
- Thermodynamik
- Leistungselektronik
- Photovoltaik
- WPZ Wärmepumpen-Testzentrum

Institut für Entwicklung Mechatronischer Systeme EMS
- Mechanik & Konstruktion
- Automation & Robotik
- Elektronik
- Mess- und Regelungstechnik

Institut für Ingenieurinformatik INF
- CAx-Software-Entwicklung
- Wissensbasierte Systeme
- Embedded Systems
- Computer Vision

Institut für Computational Engineering ICE
- Modellierung und Simulation
- Datenanalyse
- Statistik
- Optimierung

Institut für Elektronik, Sensorik und Aktorik ESA
- Klassische Schaltungstechnik und PCB-Fertigung
- Systemintegration von Sensoren und Aktoren
- Digitale Systeme und FPGA
- Elektrische- und HF-Messtechnik
- Elektromagnetische Verträglichkeit

## Fussnoten
1. ↑  Archivierte Kopie (Memento des Originals vom 29. Juli 2017 im Internet Archive)  Info: Der Archivlink wurde automatisch eingesetzt und noch nicht geprüft. Bitte prüfe Original- und Archivlink gemäß Anleitung und entferne dann diesen Hinweis.
2. ↑  eduwo Bildungsranking 2018. eduwo, abgerufen am 16. Mai 2019.